# 川原木村
川原木村（かわらぎむら）は、大分県南海部郡にあった村。現在の佐伯市の一部にあたる。

## 地理
番匠川支流・久留須川の上流域に位置していた。

## 歴史
- 1889年（明治26年）4月1日、町村制の施行により、南海部郡横川村、仁田原村、赤木村が合併して村制施行し、川原木村が発足[1][2]。旧村名を継承した横川、仁田原、赤木の3大字を編成[2]。
- 1951年（昭和26年）4月1日、南海部郡直見村と合併し、直川村を新設して廃止された[1][2]。

### 地名の由来
合併村名の各一文字を組み合わせたもの。

## 産業
- 農業

## 交通

### 鉄道
- 1922年（大正11年）国有鉄道豊州本線（現日豊本線）開通[2]